# Sportverein Babelsberg 1903 2021-2022
Questa voce raccoglie le informazioni riguardanti il Sportverein Babelsberg 1903 nelle competizioni ufficiali della stagione 2021-2022.

## Stagione
Nella stagione 2021-2022 il Babelsberg, allenato da Predrag Uzelac, Jörg Buder e Björn Laars, concluse il campionato di Regionalliga nordest all'11º posto. In Coppa di Germania il Babelsberg fu eliminato al secondo turno dal RB Lipsia.

## Rosa
| N. |                      | Ruolo | Calciatore          |
| -- | -------------------- | ----- | ------------------- |
| 1  | Germania (bandiera)  | P     | Jannick Theißen     |
| 2  | Germania (bandiera)  | D     | Georgios Labroussis |
| 3  | Germania (bandiera)  | D     | Marcus Hoffmann     |
| 5  | Germania (bandiera)  | D     | Jake-Robert Wilton  |
| 6  | Germania (bandiera)  | D     | Paul Wegener        |
| 7  | Rep. Ceca (bandiera) | C     | Jakub Moravec       |
| 8  | Germania (bandiera)  | C     | Emir Gencel         |
| 9  | Germania (bandiera)  | A     | Frank Zille         |
| 11 | Germania (bandiera)  | C     | Tino Schmidt        |
| 12 | Germania (bandiera)  | P     | Justin Borchardt    |
| 14 | Germania (bandiera)  | C     | Leonard Koch        |
| 15 | Germania (bandiera)  | C     | Luis Biehl          |
| 17 | Germania (bandiera)  | D     | Mateo Kastrati      |
| 18 | Germania (bandiera)  | C     | David Danko         |
| 19 | Germania (bandiera)  | D     | Marcel Rausch       |

| N. |                     | Ruolo | Calciatore     |
| -- | ------------------- | ----- | -------------- |
| 20 | Germania (bandiera) | A     | Felix Pilger   |
| 21 | Germania (bandiera) | C     | Sven Reimann   |
| 22 | Germania (bandiera) | D     | Janne Sietan   |
| 23 | Germania (bandiera) | D     | David Jojkic   |
| 24 | Germania (bandiera) | A     | Manuel Härtel  |
| 27 | Germania (bandiera) | C     | Nicola Jürgens |
| 28 | Germania (bandiera) | P     | Marco Flügel   |
| 29 | Germania (bandiera) | P     | Linus Löffler  |
| 30 | Croazia (bandiera)  | D     | Petar Lela     |
| 31 | Germania (bandiera) | A     | Etienne Nikol  |
| 32 | Germania (bandiera) | A     | Daniel Frahn   |
| 33 | Germania (bandiera) | A     | Robin Müller   |
| 34 | Germania (bandiera) | A     | Benedikt Kahl  |
|    | Germania (bandiera) | D     | Ahmed Dündar   |

## Organigramma societario
Area tecnica
- Allenatore: Björn Laars
- Allenatore in seconda: Lars Simon
- Preparatore dei portieri:
- Preparatori atletici:
- Analisi video:

## Calciomercato

### Sessione estiva
| Acquisti | Acquisti            | Acquisti          | Acquisti |
| R.       | Nome                | da                | Modalità |
| -------- | ------------------- | ----------------- | -------- |
| C        | Emir Gencel         | Altglienicke      |          |
| C        | Nicola Jürgens      | Altglienicke      |          |
| D        | Mateo Kastrati      | Sesvete           |          |
| D        | Janne Sietan        | Energie Cottbus   |          |
| P        | Jannick Theißen     | Saarbrücken       |          |
| C        | Luis Biehl          | Babelsberg U19    |          |
| D        | David Jojkic        | Hannover 96 U19   |          |
| D        | Georgios Labroussis | Union Berlino U19 |          |
| C        | Jakub Moravec       | Bischofswerdaer   |          |
| D        | Marcel Rausch       | Lichtenberg 47    |          |

| Cessioni | Cessioni           | Cessioni             | Cessioni |
| R.       | Nome               | a                    | Modalità |
| -------- | ------------------ | -------------------- | -------- |
| A        | Pieter-Marvin Wolf | Rostocker FC         |          |
| D        | Franz Bobkiewicz   | SC Staaken           |          |
| C        | Tobias Dombrowa    | Meppen               |          |
| C        | Fabrice Montcheu   | TeBe Berlino         |          |
| D        | Dominik N'Gatie    | Eichstätt            |          |
| C        | Bogdan Rangelov    | Lokomotive Lipsia    |          |
| D        | Lukas Wilton       | Alemannia Aquisgrana |          |

### Sessione invernale
| Acquisti | Acquisti      | Acquisti          | Acquisti |
| R.       | Nome          | da                | Modalità |
| -------- | ------------- | ----------------- | -------- |
| A        | Etienne Nikol | Hertha Berlino II |          |

| Cessioni | Cessioni  | Cessioni           | Cessioni |
| R.       | Nome      | a                  | Modalità |
| -------- | --------- | ------------------ | -------- |
| D        | Finn Berk | Union Fürstenwalde |          |

## Risultati

### Regionalliga nordest

#### Girone di andata
| Arbitro: | Albert |

|                   |           |  |
| Polat 6’ Bier 27’ | Marcatori |  |

| Arbitro: | Burda |

|                  |           |                |
| Reimann 75’, 90’ | Marcatori | 64’ Freiberger |

| Arbitro: | Gaunitz |

|                  |           |  |
| Frahn 47’ (rig.) | Marcatori |  |

| Arbitro: | Schipke |

|  |           |                            |
|  | Marcatori | 17’, 32’ Schmidt 40’ Frahn |

| Arbitro: | Wartmann |

|  |           |                |
|  | Marcatori | 10’, 90’ Jäpel |

| Luckenwalde 17 agosto 2021, ore 19:00 CEST 6ª giornata | Luckenwalde | 0 – 0 referto | Babelsberg | Werner-Seelenbinder-Stadion (750 spett.)\| Arbitro: \| Allwardt \| |
| Arbitro:                                               | Allwardt    |               |            |                                                                    |

| Arbitro: | Bartnitzki |

|                       |           |             |
| Frahn 35’ Wegener 56’ | Marcatori | 41’ Stutter |

| Arbitro: | Lämmchen |

|  |           |                           |
|  | Marcatori | 35’, 36’ Frahn 80’ Härtel |

| Arbitro: | Burda |

|  |           |                              |
|  | Marcatori | 55’ (rig.) Wolfram 90’ Schau |

| Arbitro: | Waegert |

|                              |           |                                 |
| Rausch 57’ (aut.) Sieber 83’ | Marcatori | 42’ Jürgens 44’ Zille 45’ Frahn |

| Arbitro: | Kohnert |

|                                        |           |                      |
| Frahn 10’, 82’ Wegener 39’ Jürgens 45’ | Marcatori | 13’, 50’ Junge-Abiol |

| Arbitro: | Jessen |

|              |           |                                      |
| Monteiro 41’ | Marcatori | 17’, 82’ Schmidt 77’ Frahn 89’ Zille |

| Arbitro: | Albert |

|           |           |                       |
| Frahn 66’ | Marcatori | 37’ Meyer 80’ Fontein |

| Arbitro: | Klemm |

|                |           |          |
| Derflinger 31’ | Marcatori | 88’ Lela |

| Arbitro: | Burda |

|                  |           |              |
| Frahn 23’ (rig.) | Marcatori | 45’ Eglseder |

| Arbitro: | Klemm |

|                        |           |  |
| Badu 55’ Pronichev 83’ | Marcatori |  |

| Arbitro: | Schipke |

|             |           |  |
| Jürgens 31’ | Marcatori |  |

| Arbitro: | Rose |

|           |           |          |
| Heike 61’ | Marcatori | 90’ Lela |

| Arbitro: | Allwardt |

|  |           |                              |
|  | Marcatori | 10’ Hansch 87’ (rig.) Müller |

#### Girone di ritorno
| Arbitro: | Klemm |

|                           |           |  |
| Danko 62’ (rig.) Lela 85’ | Marcatori |  |

| Chemnitz 11 dicembre 2021, ore 16:00 CET 21ª giornata | Chemnitz | 0 – 0 referto | Babelsberg | Stadion an der Gellertstraße ( spett.)\| Arbitro: \| Waegert \| |
| Arbitro:                                              | Waegert  |               |            |                                                                 |

| Arbitro: | Dallmann |

|  |           |           |
|  | Marcatori | 69’ Zille |

| Arbitro: | Gaunitz |

|                            |           |  |
| Frahn 44’, 57’ Schmidt 90’ | Marcatori |  |

| Arbitro: | Ostrin |

|                                     |           |           |
| Müller 3’ Reinhard 37’ Kirstein 50’ | Marcatori | 24’ Frahn |

| Arbitro: | Dallmann |

|                     |           |          |
| Frahn 40’ Nikol 70’ | Marcatori | 55’ Göth |

| Arbitro: | Sather |

|          |           |  |
| Beck 22’ | Marcatori |  |

| Arbitro: | Wiethüchter |

|           |           |          |
| Frahn 70’ | Marcatori | 90’ Will |

| Arbitro: | Albert |

|            |           |  |
| Eisele 76’ | Marcatori |  |

| Arbitro: | Markhoff |

|          |           |             |
| Frahn 6’ | Marcatori | 68’ Frangos |

| Berlino 18 marzo 2022, ore 19:00 CET 30ª giornata | TeBe Berlino | 0 – 0 referto | Babelsberg | Mommsenstadion (1 548 spett.)\| Arbitro: \| Herde \| |
| Arbitro:                                          | Herde        |               |            |                                                      |

| Arbitro: | Burda |

|             |           |                         |
| Moravec 39’ | Marcatori | 21’ Habimana 90’ Stagge |

| Arbitro: | Kluge |

|                       |           |                |
| Harant 16’ Lämmel 47’ | Marcatori | 51’, 58’ Danko |

| Arbitro: | Albert |

|                     |           |                           |
| Frahn 62’ Zille 90’ | Marcatori | 10’ Manske 60’ Derflinger |

| Arbitro: | Wartmann |

|             |           |  |
| Atilgan 69’ | Marcatori |  |

| Arbitro: | Jessen |

|  |           |                          |
|  | Marcatori | 62’ Putze 70’ Engelhardt |

| Arbitro: | Bartnitzki |

|          |           |  |
| Sauer 4’ | Marcatori |  |

| Arbitro: | Jessen |

|                     |           |            |
| Lela 82’ Rausch 90’ | Marcatori | 14’ Jallot |

| Arbitro: | Bringmann |

|            |           |          |
| Müller 61’ | Marcatori | 90’ Koch |

### Coppa di Germania
| Arbitro: | Braun |

|                                          |                      |                                        |
| Rausch 37’ Hoffmann 70’                  | Marcatori            | 22’ (rig.) Hrgota 85’ Green            |
| Frahn Wegener Lela Reimann Moravec Danko | Tiri di rigore 5 – 4 | Green Seguin Hrgota Barry Sarpei Bauer |

| Arbitro: | Cortus |

|  |           |                |
|  | Marcatori | 45’ Szoboszlai |

## Statistiche

### Statistiche di squadra
| Competizione      | Punti | In casa | In casa | In casa | In casa | In casa | In casa | In trasferta | In trasferta | In trasferta | In trasferta | In trasferta | In trasferta | Totale | Totale | Totale | Totale | Totale | Totale | DR |
| Competizione      | Punti | G       | V       | N       | P       | Gf      | Gs      | G            | V            | N            | P            | Gf           | Gs           | G      | V      | N      | P      | Gf     | Gs     | DR |
| ----------------- | ----- | ------- | ------- | ------- | ------- | ------- | ------- | ------------ | ------------ | ------------ | ------------ | ------------ | ------------ | ------ | ------ | ------ | ------ | ------ | ------ | -- |
| Regionalliga      | 53    | 19      | 9       | 4       | 6       | 26      | 23      | 19           | 5            | 7            | 7            | 20           | 19           | 38     | 14     | 11     | 13     | 46     | 42     | +4 |
| Coppa di Germania | -     | 2       | 0       | 1       | 1       | 2       | 3       | 0            | 0            | 0            | 0            | 0            | 0            | 2      | 0      | 1      | 1      | 2      | 3      | -1 |
| Totale            | 53    | 21      | 9       | 5       | 7       | 28      | 26      | 19           | 5            | 7            | 7            | 20           | 19           | 40     | 14     | 12     | 14     | 48     | 45     | +3 |

### Andamento in campionato
| Giornata  | 1  | 2  | 3 | 4 | 5  | 6 | 7 | 8 | 9 | 10 | 11 | 12 | 13 | 14 | 15 | 16 | 17 | 18 | 19 | 20 | 21 | 22 | 23 | 24 | 25 | 26 | 27 | 28 | 29 | 30 | 31 | 32 | 33 | 34 | 35 | 36 | 37 | 38 |
| --------- | -- | -- | - | - | -- | - | - | - | - | -- | -- | -- | -- | -- | -- | -- | -- | -- | -- | -- | -- | -- | -- | -- | -- | -- | -- | -- | -- | -- | -- | -- | -- | -- | -- | -- | -- | -- |
| Luogo     | T  | C  | C | T | C  | T | C | T | C | T  | C  | T  | C  | T  | C  | T  | C  | T  | C  | C  | T  | T  | C  | T  | C  | T  | C  | T  | C  | T  | C  | T  | C  | T  | C  | T  | C  | T  |
| Risultato | P  | V  | V | V | P  | N | V | V | P | V  | V  | V  | P  | N  | N  | P  | V  | N  | P  | V  | N  | V  | V  | P  | V  | P  | N  | P  | N  | N  | P  | N  | N  | P  | P  | P  | V  | N  |
| Posizione | 18 | 12 | 7 | 5 | 10 | 9 | 8 | 5 | 8 | 8  | 5  | 5  | 7  | 8  | 7  | 8  | 7  | 7  | 8  | 8  | 8  | 8  | 6  | 8  | 8  | 8  | 8  | 8  | 9  | 9  | 9  | 10 | 9  | 11 | 11 | 12 | 10 | 11 |

Legenda:

Luogo: C = Casa; T = Trasferta. Risultato: V = Vittoria; N = Pareggio; P = Sconfitta.

### Statistiche dei giocatori
| Giocatore     | Regionalliga | Regionalliga | Regionalliga | Regionalliga | Coppa di Germania | Coppa di Germania | Coppa di Germania | Coppa di Germania | Totale   | Totale | Totale      | Totale     |
| Giocatore     | Presenze     | Reti         | Ammonizioni  | Espulsioni   | Presenze          | Reti              | Ammonizioni       | Espulsioni        | Presenze | Reti   | Ammonizioni | Espulsioni |
| ------------- | ------------ | ------------ | ------------ | ------------ | ----------------- | ----------------- | ----------------- | ----------------- | -------- | ------ | ----------- | ---------- |
| F. Berk       | 7            | 0            | 0            | 0            | 0                 | 0                 | 0                 | 0                 | 7        | 0      | 0           | 0          |
| L. Biehl      | 5            | 0            | 0            | 0            | 0                 | 0                 | 0                 | 0                 | 5        | 0      | 0           | 0          |
| J. Borchardt  | 0            | 0            | 0            | 0            | 0                 | 0                 | 0                 | 0                 | 0        | 0      | 0           | 0          |
| D. Danko      | 32           | 3            | 8            | 1            | 2                 | 0                 | 1                 | 0                 | 34       | 3      | 9           | 1          |
| A. Dündar     | 0            | 0            | 0            | 0            | 0                 | 0                 | 0                 | 0                 | 0        | 0      | 0           | 0          |
| M. Flügel     | 5            | 0            | 1            | 0            | 1                 | 0                 | 1                 | 0                 | 6        | 0      | 2           | 0          |
| D. Frahn      | 30           | 18           | 5            | 0            | 2                 | 0                 | 2                 | 0                 | 32       | 18     | 7           | 0          |
| E. Gencel     | 26           | 0            | 9            | 0            | 1                 | 0                 | 1                 | 0                 | 27       | 0      | 10          | 0          |
| M. Hoffmann   | 20           | 0            | 3            | 0            | 2                 | 1                 | 0                 | 0                 | 22       | 1      | 3           | 0          |
| M. Härtel     | 19           | 1            | 4            | 0            | 1                 | 0                 | 1                 | 0                 | 20       | 1      | 5           | 0          |
| D. Jojkic     | 7            | 0            | 2            | 0            | 0                 | 0                 | 0                 | 0                 | 7        | 0      | 2           | 0          |
| N. Jürgens    | 17           | 3            | 4            | 0            | 1                 | 0                 | 0                 | 0                 | 18       | 3      | 4           | 0          |
| B. Kahl       | 1            | 0            | 0            | 0            | 0                 | 0                 | 0                 | 0                 | 1        | 0      | 0           | 0          |
| M. Kastrati   | 24           | 0            | 3            | 1            | 0                 | 0                 | 0                 | 0                 | 24       | 0      | 3           | 1          |
| L. Koch       | 2            | 1            | 0            | 0            | 0                 | 0                 | 0                 | 0                 | 2        | 1      | 0           | 0          |
| G. Labroussis | 7            | 0            | 0            | 0            | 0                 | 0                 | 0                 | 0                 | 7        | 0      | 0           | 0          |
| P. Lela       | 28           | 4            | 3            | 0            | 2                 | 0                 | 0                 | 0                 | 30       | 4      | 3           | 0          |
| L. Löffler    | 0            | 0            | 0            | 0            | 0                 | 0                 | 0                 | 0                 | 0        | 0      | 0           | 0          |
| J. Moravec    | 31           | 1            | 4            | 0            | 1                 | 0                 | 0                 | 0                 | 32       | 1      | 4           | 0          |
| R. Müller     | 26           | 0            | 5            | 0            | 2                 | 0                 | 0                 | 0                 | 28       | 0      | 5           | 0          |
| E. Nikol      | 14           | 1            | 2            | 0            | 0                 | 0                 | 0                 | 0                 | 14       | 1      | 2           | 0          |
| F. Pilger     | 12           | 0            | 1            | 0            | 0                 | 0                 | 0                 | 0                 | 12       | 0      | 1           | 0          |
| M. Rausch     | 30           | 1            | 5            | 0            | 2                 | 1                 | 0                 | 0                 | 32       | 2      | 5           | 0          |
| S. Reimann    | 17           | 2            | 3            | 0            | 1                 | 0                 | 0                 | 0                 | 18       | 2      | 3           | 0          |
| T. Schmidt    | 23           | 5            | 1            | 0            | 2                 | 0                 | 0                 | 0                 | 25       | 5      | 1           | 0          |
| J. Sietan     | 31           | 0            | 7            | 0            | 0                 | 0                 | 0                 | 0                 | 31       | 0      | 7           | 0          |
| J. Theißen    | 33           | 0            | 2            | 0            | 1                 | 0                 | 0                 | 0                 | 34       | 0      | 2           | 0          |
| P. Wegener    | 33           | 2            | 6            | 0            | 2                 | 0                 | 0                 | 0                 | 35       | 2      | 6           | 0          |
| J. Wilton     | 33           | 0            | 6            | 0            | 2                 | 0                 | 2                 | 0                 | 35       | 0      | 8           | 0          |
| F. Zille      | 32           | 4            | 7            | 0            | 2                 | 0                 | 0                 | 0                 | 34       | 4      | 7           | 0          |